# ファイヤーキング
ファイヤーキング（英:Fire-King）はアメリカ合衆国のガラス容器メーカー、アンカーホッキング社の耐熱ガラス容器のブランドである。

## 概要
アメリカ合衆国オハイオ州ランカスターに本社のあるガラス製造メーカー、アンカーホッキング社 (Anchor Hocking) が製造していた耐熱ガラスを使用した商品のブランドの1つである。ファイヤーキングのロゴを使用した商品は1940年に製造が開始され1976年に終了している。1950年代を境に今も尚ファンを多く持つミッドセンチュリーの代名詞的な存在になっており未だにコレクターが世界中に存在する。なお、アンカーホッキング社は現在もガラス容器メーカーとして存在している。
耐熱ガラスのライバルブランドとして、コーニング社のパイレックス（PYREX）が有名である。
現在は、2011年より『ファイヤーキングジャパン社』を設立し、日本を中心に製造、販売を行っている。

## 主な商品
マグカップからカップ＆ソーサー、卓上用の砂糖入れとクリーム入れ（またはミルク入れ）、バターケース、ディナープレート、プラッター（大皿）、ボウル、灰皿、ベーキングプレート（焼き皿）、調理用ボウル、花瓶など、多岐に渡った商品がこのブランドの下で製造された。
代表的な商品の色はジェイダイト (Jade-ite) の他に、ターコイズ、アイボリー、アンカーホワイト、アズライト、ピーチラスター、サファイヤブルーなどと呼ばれ、多岐に渡っている。ジェイダイトは翡翠 (Jadeite) を思わせるソフトな緑色である。
ファイヤーキングは1970年代まで日常用品として大量生産され、アメリカの多くの家庭で、装飾、食器あるいはキッチン用品などと何らかの形で使用された。また、丈夫な耐熱ガラスであるファイヤーキングにはレストランウェアーというシリーズがあり、分厚いマグカップやプレートなどが文字どおりアメリカのレストランやダイナー、ホテル、病院、教会などで使用された。
マグカップではスヌーピーなどのキャラクターや企業の広告を載せたものが多く製造されている。

## シリーズ又はパターンの種類
- ALICE
- BLUE HEAVEN
- BLUE MOSAIC
- BUBBLE
- CANDLEGLOW

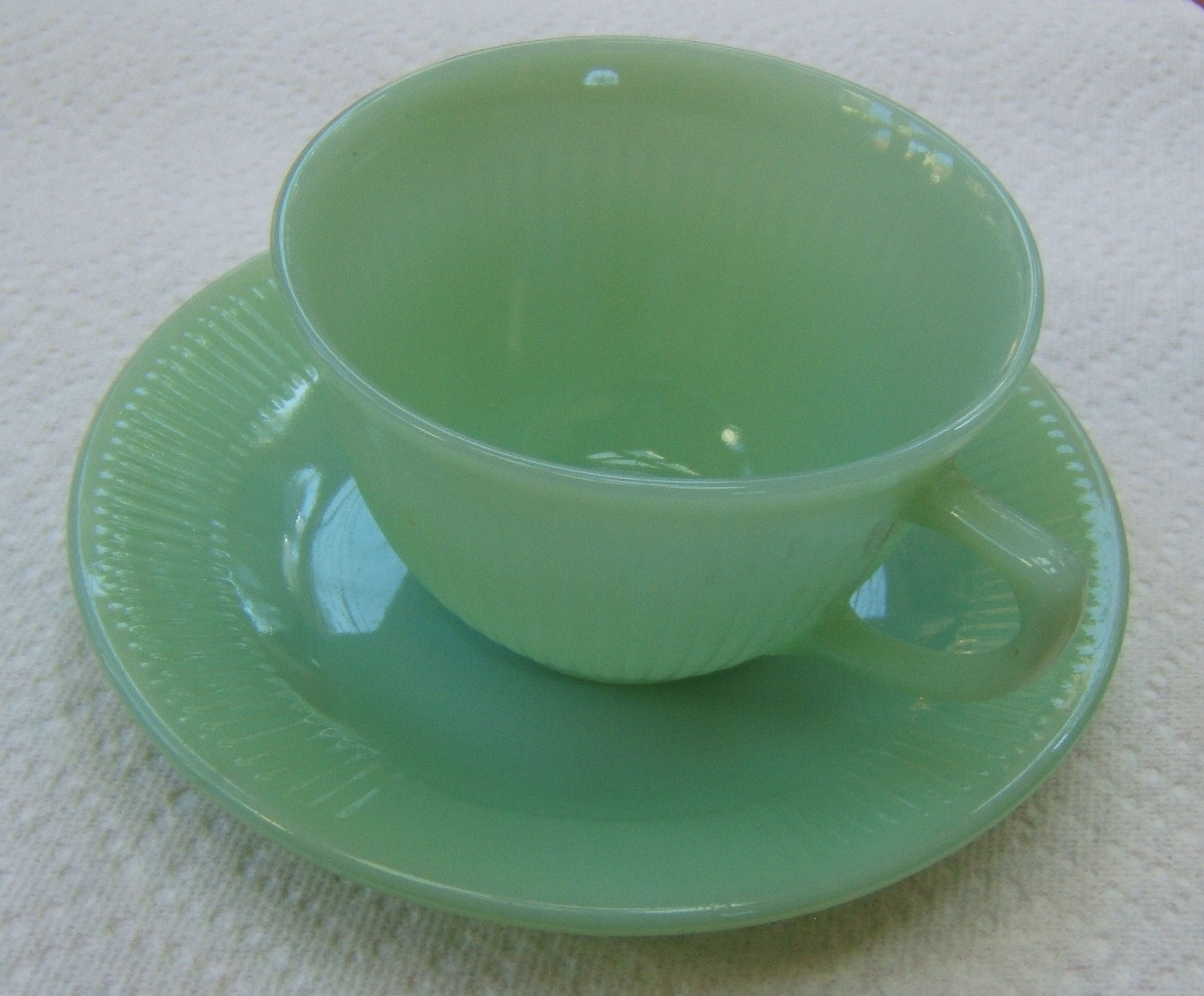
ファイヤーキングブランドのティーカップとソーサー。パターンはジェインレイで色はジェイダイト。

- CHANTICLEER/COUNTRY KITCHEN
- CHARM
- COPPER-TINT
- CRYSTAL
- CURRIER & IVES
- FISH SCALE
- GAME BIRDS
- GAY FAD STUDIO
- HARVEST
- HOBNAIL
- HONEYSUCKLE
- JANE RAY
- LACE EDGE
- LAUREL
- MEADOW GREEEN
- NATURE'S BOUNTY
- PEACH BLOSSOM
- PHILBE
- PRIMROSE
- RAINBOW
- RESTAURANT WARE
- ROYAL LUSTRE
- ROYAL RUBY
- SAPPHIRE BLUE
- SHEAVES OF WHEAT
- SHELL
- SWIRL
- THREE BANDS
- VIENNA LACE
- WHEAT
- 1700LINE

## アイテムの種類
- ADVERTISING
- ASHTRAY
- BAKING PAN
- BALL JUG
- BOWL
- BUTTER DISH
- CAKE PAN
- CANDLE WARMER
- CANDY DISH
- CASSEROLE
- CIGARETTE JAR
- CHILDREN'S DISH
- CUSTARD CUP
- DEMITASSE CUP AND SAUCER
- DESSERT DISH
- EGG PLATE
- GREASE JAR
- PITCHERS
- POWDER JAR
- RANGE SET
- REFRIGERATOR CONTAINER
- RELISH TRAY
- SHAKER
- MUG
- VASE

## 主な特徴
ホウケイ酸ガラスという熱による膨張や収縮が極めて少ない耐熱ガラスを使用しており、オーブンでも使用することができる商品が多いのが特徴の1つである。ファイヤーキングブランドの全ての商品がアメリカ合衆国国内の工場で製造されていた。

## ファイヤーキングジャパン社　設立
ファイヤーキングの魅力である「透明感があり、独特のやさしい風合いと存在感をもつミルクガラス」は、現在アメリカ国内での生産が出来ない為、「世界的に知られ愛されて続けてきている『ファイヤーキング』をこのままアンティークだけで終わらせたくない。ファイヤーキングを、現代に蘇らせたい。」と熱い思いを持った日本のガラス職人と、ファイヤーキングのブランドホルダーであるアンカーホッキング社内にいる、当時の生産現場を知っている数少ない人々により、現代では難しいと言われている当時の製法を、日本で再現、再開発することに成功。2011年に「ファイヤーキングジャパン」を設立した。
現在は日本を通して、ファイヤーキングブランドの製品を購入することが出来る。

## その他

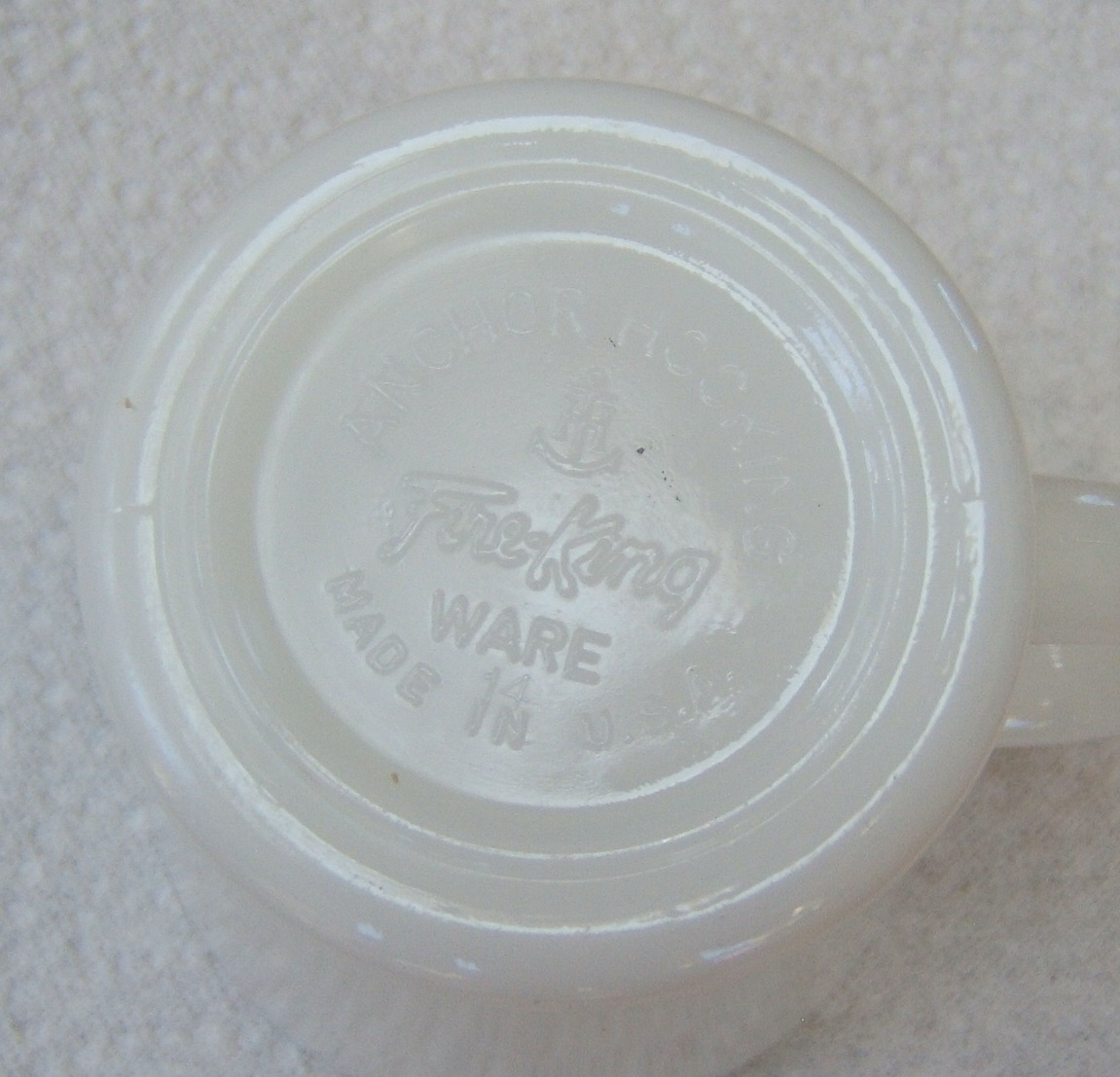
アンカーホワイトのマグカップの底に押印されたファイヤーキングブランドのロゴ。年代によって多少の違いはあるが大体このようなロゴが付けられている。ただしロゴが付けられていない場合もあるので、ロゴがないからといって偽物とは限らない。

ファイヤーキング製品は、電子レンジや食器洗い機普及以前に生産された。したがって、電子レンジで加熱する場合は、耐熱ガラスといってもあまり急激に高温にしないよう注意する必要がある。また食器洗い機で繰り返し洗浄すると色刷りの模様があせたり、表面のつやが失われる傾向がある。
2000年には復活版としてFire-King 2000が製造されたが、ブラジル製となっている。
日本やアメリカではファイヤーキングブランドの商品を、コレクティブルとして趣味で収集している人もいる。さらにアメリカでは、家事研究家で実業家のマーサ・スチュワートが彼女のテレビ番組の中でジェイダイトの食器を使用した。以来、新たな興味を呼びおこし、最近ではジェイダイトが最も人気のある色の一つとなっている。
ファイヤーキング製品は、アメリカでは1976年を最後に現在は製造されておらず、ファイヤーキングジャパン社より製造、販売が行われている。ファイヤーキングジャパン社製造商品以外に現在入手できる製品は「ヴィンテージ」と呼ばれている。尚、ヴィンテージものは、以前誰かが所有していたものが殆どであり、使わずに元の箱に入れたまま保存していたのでもないかぎり、ヴィンテージものの新品を手に入れるのは難しい。したがって、元のラベルの付いたアイテムはプレミアムが付き高価である。新品または使用した形跡がないアイテムは、ミントコンディション (mint condition) と呼ばれ、収集家の間で珍重されている。